# Roemjana Zjeleva
Roemjana Roeseva Zjeleva (Bulgaars: Румяна Русева Желева) (Nova Zagora, 18 april 1969) is een Bulgaars politica voor de politieke partij GERB.
Zjeleva is sociologe en studeerde in 1995 af aan de Universiteit van Sofia. Na de Bulgaarse toetreding tot de Europese Unie in 2007 werd ze lid van het Europees Parlement, wat ze tot juli 2009 zou blijven. Aansluitend was ze minister van Buitenlandse Zaken in de Bulgaarse regering van Bojko Borisov.
Zij werd door haar land voorgedragen als Europees commissaris in de Commissie-Barroso II, voor de portefeuille Internationale samenwerking en humanitaire hulp. Zjeleva kwam echter in opspraak door haar verzwegen financiële belangen en trok zich onder hevige druk terug als kandidaat. Ook trad zij af als minister. Als Eurocommissaris namens Bulgarije werd vervolgens Kristalina Georgieva naar voren geschoven.